# Regionalna Dyrekcja Lasów Państwowych w Krośnie
Regionalna Dyrekcja Lasów Państwowych w Krośnie – jedna z 17 Regionalnych Dyrekcji Lasów Państwowych w Polsce.
Powierzchnia gruntów zarządzanych przez RDLP w Krośnie wynosi 418 123 ha., z czego na lasy przypada 405 710 ha. Działa w województwie podkarpackim.

## Ochrona przyrody
Na obszarze działalności Dyrekcji znajdują się Bieszczadzki Park Narodowy i Magurski Park Narodowy. Trwają starania o utworzenie Turnickiego Parku Narodowego.
Znajduje się tutaj również 8 parków krajobrazowych, 13 obszarów chronionego krajobrazu i 72 rezerwaty.

### Parki krajobrazowe
- Ciśniańsko-Wetliński Park Krajobrazowy
- Czarnorzecko-Strzyżowski Park Krajobrazowy
- Jaśliski Park Krajobrazowy
- Park Krajobrazowy Doliny Sanu
- Park Krajobrazowy Gór Słonnych
- Park Krajobrazowy Pogórza Przemyskiego
- Południoworoztoczański Park Krajobrazowy

### Obszary chronionego krajobrazu
- Przemysko-Dynowski Obszar Chronionego Krajobrazu

### Rezerwaty przyrody
- rezerwat przyrody Bagno Przecławskie
- rezerwat przyrody Bór
- rezerwat przyrody Brzyska Wola
- rezerwat przyrody Buczyna w Cyrance na Płaskowyżu Kolbuszowskim
- rezerwat przyrody Buczyna w Wańkowej
- rezerwat przyrody Bukowica
- rezerwat przyrody Bukowy Las
- rezerwat przyrody Chwaniów
- rezerwat przyrody Cisy na Górze Jawor
- rezerwat przyrody Cisy w Serednicy
- rezerwat przyrody Dyrbek
- rezerwat przyrody Golesz
- rezerwat przyrody Gołoborze
- rezerwat przyrody Góra Chełm
- rezerwat przyrody Góra Sobień
- rezerwat przyrody Grąd w Średniej Wsi
- rezerwat przyrody Herby
- rezerwat przyrody Hulskie im. Stefana Myczkowskiego
- rezerwat przyrody Husówka
- rezerwat przyrody Igiełki
- rezerwat przyrody Jaźwiana Góra
- rezerwat przyrody Jedlina
- rezerwat przyrody Kalwaria Pacławska
- rezerwat przyrody Kamienne
- rezerwat przyrody Kamień nad Jaśliskami
- rezerwat przyrody Końskie Błota
- rezerwat przyrody Kopystanka
- rezerwat przyrody Koziniec
- rezerwat przyrody Kretówki
- rezerwat przyrody Krępak
- rezerwat przyrody Krywe
- rezerwat przyrody Las Klasztorny
- rezerwat przyrody Leoncina
- rezerwat przyrody Liwocz
- rezerwat przyrody Lupa
- rezerwat przyrody Łysa Góra
- rezerwat przyrody Minokąt
- rezerwat przyrody Moczary
- rezerwat przyrody Modrzyna
- rezerwat przyrody Mójka
- rezerwat przyrody Na Opalonym
- rezerwat przyrody Na Oratyku
- rezerwat przyrody Nad Jeziorem Myczkowieckim
- rezerwat przyrody Nad Trzciańcem
- rezerwat przyrody Olszyna Łęgowa w Kalnicy
- rezerwat przyrody Pateraki
- rezerwat przyrody Polanki
- rezerwat przyrody Prządki
- rezerwat przyrody Przełom Hołubli
- rezerwat przyrody Przełom Jasiołki
- rezerwat przyrody Przełom Osławy pod Duszatynem
- rezerwat przyrody Przełom Osławy pod Mokrem
- rezerwat przyrody Przełom Sanu pod Grodziskiem
- rezerwat przyrody Reberce
- rezerwat przyrody Rezerwat Tysiąclecia na Cergowej Górze
- rezerwat przyrody Sine Wiry
- rezerwat przyrody Skarpa Jaksmanicka
- rezerwat przyrody Starzawa
- rezerwat przyrody Suchy Łuk
- rezerwat przyrody Śnieżyca wiosenna w Dwerniczku
- rezerwat przyrody Turnica
- rezerwat przyrody Wadernik
- rezerwat przyrody Wielki Las
- rezerwat przyrody Wilcze
- rezerwat przyrody Woronikówka
- rezerwat przyrody Wydrze
- rezerwat przyrody Zabłocie
- rezerwat przyrody Zakole
- rezerwat przyrody Zmysłówka
- rezerwat przyrody Zwiezło
- rezerwat przyrody Źródliska Jasiołki
- rezerwat przyrody Źródła Tanwi

## Nadleśnictwa
Obszar Regionalnej Dyrekcji Lasów Państwowych w Krośnie podzielony jest na 27 nadleśnictw:

- Nadleśnictwo Baligród
- Nadleśnictwo Bircza
- Nadleśnictwo Ustrzyki Dolne
- Nadleśnictwo Brzozów
- Nadleśnictwo Cisna
- Nadleśnictwo Dukla
- Nadleśnictwo Dynów
- Nadleśnictwo Głogów Małopolski
- Nadleśnictwo Kańczuga
- Nadleśnictwo Kołaczyce
- Nadleśnictwo Kolbuszowa
- Nadleśnictwo Komańcza
- Nadleśnictwo Krasiczyn
- Nadleśnictwo Leżajsk
- Nadleśnictwo Lesko
- Nadleśnictwo Lubaczów
- Nadleśnictwo Lutowiska
- Nadleśnictwo Mielec
- Nadleśnictwo Narol
- Nadleśnictwo Oleszyce
- Nadleśnictwo Jarosław
- Nadleśnictwo Rymanów
- Nadleśnictwo Sieniawa
- Nadleśnictwo Strzyżów
- Nadleśnictwo Stuposiany
- Nadleśnictwo Tuszyma